# Juma Santos
Juma Santos, noto anche con lo pseudonimo di James P. Riley (Massachusetts, 27 dicembre 1947 – Chicago, 10 settembre 2007), è stato un percussionista statunitense di genere jazz.
Nel corso di quarant'anni di carriera, Santos ha frequentato svariati generi musicali, dedicando particolare attenzione al jazz, e alle musiche di derivazione africana e caraibica, collaborando con alcuni dei più importanti musicisti della scena, tra cui Miles Davis, con cui collaborò per l'incisione di  Bitches Brew e con cui fu in tour per un anno, Nina Simone, David Sanborn, Taj Mahal, Ahmad Jamal, Dave Liebman, Pee Wee Ellis, Jack DeJohnette, Gato Garcia, Don Alias, Freddie Hubbard e molti altri. Santos ha diretto e dirige proprie formazioni: Rosewater Foundation, Afro Jazz Messengers, Pan-African Drum Ensemble, Juma Society, e Sounds of the Urban Forest.

## Discografia
- Bitches Brew, Miles Davis
- Ubiquity, Roy Ayers
- Paul Pena, Paul Pena
- Atlantico, Gato Garcia
- Black Gold, Nina Simone
- David Sanborn, David Sanborn
- David Sanborn Band, David Sanborn
- He's Coming, Roy Ayers
- The Rising Sun Collection, Taj Mahal and the International Rhythm Band
- Nina Simone Live at Berkeley Community Theatre, Nina Simone
- What It Is, Edwin Birdsong
- Chico Freeman, Chico Freeman
- Terrific Jones, Tom Jones and David Horowitz
- Roy Ayers: Anthology, Roy Ayers
- Compost, The Compost Band
- Life is Round, Jack DeJohnette